# Il suffit d'une nuit
Pour plus de détails, voir Fiche technique et Distribution.
Il suffit d'une nuit (Up at the Villa) est un film britannique réalisé par Philip Haas, sorti en 2000. Il est tiré du roman du même nom de William Somerset Maugham.

## Synopsis
En 1938, à Florence, Mary Panton, une veuve anglaise fauchée par la mort de son mari, est demandée en mariage par sir Edgar Swift, le gouverneur du Bengale. Elle accepte mais, lors d'une soirée chez la princesse San Ferdinando, elle fait la connaissance de Rowley Flint, un aventurier américain et séducteur invétéré, qui tente de la séduire mais elle repousse ses avances. Elle préfère passer la nuit avec le jeune violoncelliste Karl Richter. Mais le lendemain matin, alors qu'il lui déclare son amour, elle le repousse et ce dernier se suicide. Prise de panique, elle demande à Rowley de se débarrasser du corps ce qu'il fait aussitôt. Mais il est retrouvé en possession de l'arme et aussitôt jeté en prison.

## Fiche technique
- Titre original : Up at the Villa
- Titre français : Il suffit d'une nuit
- Réalisation : Philip Haas
- Scénario :  Belinda Haas, d'après le roman éponyme de William Somerset Maugham
- Photographie : Maurizio Calvesi
- Montage : Belinda Haas
- Musique : Pino Donaggio
- Société de distribution : United International Pictures
- Pays d'origine :  Royaume-Uni
- Langue originale : anglais
- Format : couleur
- Genre : drame
- Durée :  115 minutes
- Dates de sortie :
  -  Royaume-Uni : 14 avril 2000
  -  États-Unis : 5 mai 2000
  -  France : 7 juin 2000

## Distribution
- Kristin Scott Thomas : Mary Panton
- Sean Penn (VF : Emmanuel Karsen) : Rowley Flint
- Anne Bancroft : Princesse San Ferdinando
- James Fox : Sir Edgar Swift
- Massimo Ghini : Beppino Leopardi
- Jeremy Davies : Karl Richter
- Derek Jacobi : Lucky Leadbetter
- Dudley Sutton : Harold Atkinson
- Roger Hammond : Colin MacKenzie
- Lorenza Indovina : Nina
- Clive Merrison (en) : Archibald Grey
- Linda Spurrier : Hilda Grey